# Лі Тхе Хо
Лі Тхе Хо (кор. 이태호, нар. 29 січня 1961, Теджон) — південнокорейський футболіст, що грав на позиції нападника. Згодом — футбольний тренер.
Протягом усієї клубної кар'єри виступав за клуб «Деу Ройялс», також провів 78 ігор за національну збірну Південної Кореї.
Клубний чемпіон Азії. Триразовий чемпіон Кореї.

## Клубна кар'єра
Народився 29 січня 1961 року в місті Теджон. Займався футболом в Університеті Кореї.
У професійному футболі дебютував 1983 року виступами за команду клубу «Деу Ройялс», кольори якої і захищав протягом усієї своєї кар'єри гравця, що тривала десять років.  За цей час виборов титул клубного чемпіона Азії 1986 року, а також здобув три титули чемпіона Південної Кореї — у 1984, 1987 і 1991 роках.

## Виступи за збірні
1979 року залучався до складу молодіжної збірної Південної Кореї. На молодіжному рівні зіграв у 3 офіційних матчах, забив 1 гол.
1980 року, ще граючи за університетську команду, дебютував в офіційних матчах у складі національної збірної Південної Кореї. Протягом кар'єри у національній команді, яка тривала 11 років, провів у формі головної команди країни 78 матчів, забивши 24 голи.
У складі збірної був учасником чемпіонату світу 1986 року у Мексиці, чемпіонату світу 1990 року в Італії. Також брав участь у футбольному турнірі домашніх для корейців літніх Олімпійських ігор 1988 року.

## Тренерська робота
Невдовзі після завершення виступів на футбольному полі, з 1995 року, почав працювати футбольним тренером. Спочатку тренував університетську команду, а 1999 року увійшов до тренерського штабу професійного клубу «Теджон Сітізен». За два роки, у 2001, став головним тренером цієї команди, яку очолював лише до 2002 року. Другу половину 2000-х знову працював з університетськими командами.
2011 року деякий час пропрацював у Непалі з командою клубу «Мананг Маршянгді», після чого того ж року став очільником тренерського штабу збірної Китайського Тайбею, в якій також надовго не затримався.
| Дата       | Місто        | Господарі         | Результат             | Гості             | Турнір                     | Голи | Примітки |
| ---------- | ------------ | ----------------- | --------------------- | ----------------- | -------------------------- | ---- | -------- |
| 27-8-1980  | Теджон       | Південна Корея    | 4 – 0                 | Таїланд           | Кубок Президента 1980      | -    |          |
| 29-8-1980  | Кванджу      | Південна Корея    | 5 – 0                 | Бахрейн           | Кубок Президента 1980      | 1    |          |
| 2-9-1980   | Сеул         | Південна Корея    | 2 – 0                 | Індонезія         | Кубок Президента 1980      | -    | 27'      |
| 21-9-1980  | Ель-Кувейт   | Кувейт            | 0 – 3                 | Південна Корея    | Кубок Азії 1980 - 1-й етап | -    | 45'      |
| 11-2-1981  | Мехіко       | Мексика           | 4 – 0                 | Південна Корея    | товариський матч           | -    | 65'      |
| 8-3-1981   | Токіо        | Японія            | 0 – 1                 | Південна Корея    | Щорічний матч Корея-Японія | -    |          |
| 21-4-1981  | Ель-Кувейт   | Південна Корея    | 2 – 1                 | Малайзія          | Відбір до ЧС 1982          | -    | 20'      |
| 24-4-1981  | Ель-Кувейт   | Південна Корея    | 5 – 1                 | Таїланд           | Відбір до ЧС 1982          | 1    |          |
| 29-4-1981  | Ель-Кувейт   | Кувейт            | 2 – 0                 | Південна Корея    | Відбір до ЧС 1982          | -    | 81'      |
| 17-6-1981  | Чонджу       | Південна Корея    | 2 – 0                 | Малайзія          | Кубок Президента 1981      | -    | 46'      |
| 21-6-1981  | Пусан        | Південна Корея    | 2 – 0                 | Японія            | Кубок Президента 1981      | -    |          |
| 17-8-1981  | Джакарта     | Південна Корея    | 2 – 0                 | Таїланд           | Турнір річниці Джакарти    | -    |          |
| 20-8-1981  | Джакарта     | Індонезія         | 0 – 1                 | Південна Корея    | Турнір річниці Джакарти    | -    |          |
| 4-9-1981   | Куала-Лумпур | Південна Корея    | 2 – 0                 | Сінгапур          | Pestabola Merdeka 1981     | -    | 42'      |
| 16-9-1981  | Куала-Лумпур | Таїланд           | 1 – 1                 | Південна Корея    | Pestabola Merdeka 1981     | -    |          |
| 18-2-1982  | Колката      | Індія             | 2 – 2                 | Південна Корея    | Кубок Неру 1982            | -    |          |
| 20-2-1982  | Колката      | Уругвай           | 2 – 2                 | Південна Корея    | Кубок Неру 1982            | -    |          |
| 1-3-1982   | Колката      | Південна Корея    | 1 – 1                 | КНР               | Кубок Неру 1982            | 1    |          |
| 7-3-1982   | Багдад       | Ірак              | 3 – 0                 | Південна Корея    | товариський матч           | -    |          |
| 10-3-1982  | Багдад       | Ірак              | 1 – 1                 | Південна Корея    | товариський матч           | -    |          |
| 21-3-1982  | Сеул         | Південна Корея    | 3 – 0                 | Японія            | Щорічний матч Корея-Японія | -    |          |
| 8-5-1982   | Бангкок      | Південна Корея    | 1 – 0                 | Індонезія         | Кубок Короля 1982          | -    |          |
| 9-5-1982   | Бангкок      | Таїланд           | 0 – 3                 | Південна Корея    | Кубок Короля 1982          | 1    |          |
| 10-5-1982  | Бангкок      | Південна Корея    | 2 – 0                 | Індонезія         | Кубок Короля 1982          | -    |          |
| 17-5-1982  | Бангкок      | Таїланд           | 0 – 0 д.ч. (4-3 п.п.) | Південна Корея    | Кубок Короля 1982          | -    |          |
| 9-6-1982   | Пусан        | Південна Корея    | 1 – 0                 | Індія             | Кубок Президента 1982      | -    | 46'      |
| 11-6-1982  | Кванджу      | Південна Корея    | 3 – 0                 | Бахрейн           | Кубок Президента 1982      | 2    | 22'      |
| 21-11-1982 | Нью-Делі     | Південна Корея    | 3 – 0                 | Південний Ємен    | Літні Азійські ігри 1982   | -    |          |
| 23-11-1982 | Нью-Делі     | Іран              | 1 – 0                 | Південна Корея    | Літні Азійські ігри 1982   | -    |          |
| 25-11-1982 | Нью-Делі     | Японія            | 2 – 1                 | Південна Корея    | Літні Азійські ігри 1982   | -    |          |
| 6-6-1983   | Сувон        | Південна Корея    | 4 – 0                 | Таїланд           | Кубок Президента 1983      | 1    |          |
| 8-6-1983   | Сеул         | Південна Корея    | 1 – 0                 | Нігерія           | Кубок Президента 1983      | -    |          |
| 12-6-1983  | Чонджу       | Південна Корея    | 3 – 0                 | Індонезія         | Кубок Президента 1983      | -    |          |
| 15-6-1983  | Сеул         | Південна Корея    | 1 – 0                 | Гана              | Кубок Президента 1983      | 1    |          |
| 29-7-1983  | Лос-Анджелес | Гватемала         | 1 – 1                 | Південна Корея    | товариський матч           | -    |          |
| 3-8-1983   | Гватемала    | Гватемала         | 2 – 1                 | Південна Корея    | товариський матч           | -    |          |
| 9-8-1983   | Сан-Хосе     | Коста-Рика        | 1 – 1                 | Південна Корея    | товариський матч           | -    | 45'      |
| 3-6-1984   | Пусан        | Південна Корея    | 2 – 0                 | Гватемала         | Кубок Президента 1984      | 1    | 45'      |
| 4-10-1984  | Сеул         | Південна Корея    | 5 – 0                 | Камерун           | товариський матч           | -    |          |
| 10-10-1984 | Колката      | Південна Корея    | 6 – 0                 | Північний Ємен    | Відбір до Кубка Азії 1984  | -    | 45'      |
| 13-10-1984 | Колката      | Пакистан          | 0 – 6                 | Південна Корея    | Відбір до Кубка Азії 1984  | 1    | 46'      |
| 16-10-1984 | Колката      | Південна Корея    | 0 – 0                 | Малайзія          | Відбір до Кубка Азії 1984  | -    |          |
| 19-10-1984 | Колката      | Індія             | 0 – 1                 | Південна Корея    | Відбір до Кубка Азії 1984  | -    | 45'      |
| 2-12-1984  | Сінгапур     | Саудівська Аравія | 1 – 1                 | Південна Корея    | Кубок Азії 1984 - 1-й етап | 1    |          |
| 5-12-1984  | Сінгапур     | Південна Корея    | 0 – 0                 | Кувейт            | Кубок Азії 1984 - 1-й етап | -    | ?'       |
| 7-12-1984  | Сінгапур     | Сирія             | 1 – 0                 | Південна Корея    | Кубок Азії 1984 - 1-й етап | -    | 46'      |
| 10-12-1984 | Сінгапур     | Катар             | 0 – 1                 | Південна Корея    | Кубок Азії 1984 - 1-й етап | -    | 45'      |
| 2-3-1985   | Катманду     | Непал             | 0 – 2                 | Південна Корея    | Відбір до ЧС 1986          | 1    |          |
| 10-3-1985  | Куала-Лумпур | Малайзія          | 1 – 0                 | Південна Корея    | Відбір до ЧС 1986          | -    |          |
| 6-4-1985   | Сеул         | Південна Корея    | 4 – 0                 | Непал             | Відбір до ЧС 1986          | -    | 45'      |
| 6-6-1985   | Теджон       | Південна Корея    | 3 – 2                 | Таїланд           | Кубок Президента 1985      | 1    |          |
| 8-6-1985   | Кванджу      | Південна Корея    | 3 – 0                 | Бахрейн           | Кубок Президента 1985      | 1    |          |
| 15-6-1985  | Сеул         | Південна Корея    | 2 – 0                 | Ірак              | Кубок Президента 1985      | -    | 45'      |
| 30-7-1985  | Джакарта     | Індонезія         | 1 – 4                 | Південна Корея    | Відбір до ЧС 1986          | -    | 61'      |
| 26-10-1985 | Токіо        | Японія            | 1 – 2                 | Південна Корея    | Відбір до ЧС 1986          | 1    | 78'      |
| 3-11-1985  | Сеул         | Південна Корея    | 1 – 0                 | Японія            | Відбір до ЧС 1986          | -    | 46'      |
| 3-12-1985  | Лос-Анджелес | Мексика           | 2 – 1                 | Південна Корея    | товариський матч           | -    | 86'      |
| 8-12-1985  | Ірапуато     | Угорщина          | 1 – 0                 | Південна Корея    | Турнір у Мексиці           | -    | 46'      |
| 11-12-1985 | Гвадалахара  | Мексика           | 2 – 1                 | Південна Корея    | Турнір у Мексиці           | -    | 87'      |
| 9-2-1986   | Гонконг      | Гонконг           | 0 – 2                 | Південна Корея    | Турнір у Гонконзі          | -    | 46'      |
| 20-9-1986  | Пусан        | Південна Корея    | 3 – 0                 | Індія             | Літні Азійські ігри 1986   | -    | 34'      |
| 28-9-1986  | Пусан        | КНР               | 2 – 4                 | Південна Корея    | Літні Азійські ігри 1986   | 1    | 46'      |
| 1-10-1986  | Пусан        | Південна Корея    | 1 – 1 д.ч. (5-4 п.п.) | Іран              | Літні Азійські ігри 1986   | -    | 36'      |
| 3-10-1986  | Сеул         | Індонезія         | 0 – 4                 | Південна Корея    | Літні Азійські ігри 1986   | 1    | 46'      |
| 17-12-1987 | Куала-Лумпур | Малайзія          | 0 – 1                 | Південна Корея    | Pestabola Merdeka 1987     | -    |          |
| 6-1-1988   | Доха         | Південна Корея    | 1 – 1 д.ч. (4-3 п.п.) | Єгипет            | Афро-Азійський Кубок 1988  | 1    | 56'      |
| 26-10-1988 | Токіо        | Японія            | 0 – 1                 | Південна Корея    | Щорічний матч Корея-Японія | -    |          |
| 3-12-1988  | Доха         | ОАЕ               | 0 – 1                 | Південна Корея    | Кубок Азії 1988 - 1-й етап | 1    |          |
| 9-12-1988  | Доха         | Катар             | 2 – 3                 | Південна Корея    | Кубок Азії 1988 - 1-й етап | -    |          |
| 11-12-1988 | Доха         | Південна Корея    | 2 – 3                 | Іран              | Кубок Азії 1988 - 1-й етап | -    | 80'      |
| 14-12-1988 | Доха         | Південна Корея    | 2 – 1                 | КНР               | Кубок Азії 1988 - півфінал | 2    | 72'      |
| 18-12-1988 | Доха         | Південна Корея    | 0 – 0 д.ч. (3-4 п.п.) | Саудівська Аравія | Кубок Азії 1988 - фінал    | -    | 58'      |
| 5-5-1989   | Сеул         | Південна Корея    | 1 – 0                 | Японія            | Щорічний матч Корея-Японія | 1    | 60'      |
| 23-5-1989  | Сеул         | Південна Корея    | 3 – 0                 | Сінгапур          | Відбір до ЧС 1990          | -    |          |
| 25-5-1989  | Сеул         | Південна Корея    | 9 – 0                 | Непал             | Відбір до ЧС 1990          | 1    |          |
| 3-6-1989   | Сінгапур     | Непал             | 0 – 4                 | Південна Корея    | Відбір до ЧС 1990          | 1    |          |
| 7-6-1989   | Сінгапур     | Сінгапур          | 0 – 3                 | Південна Корея    | Відбір до ЧС 1990          | -    |          |
| 12-6-1990  | Верона       | Бельгія           | 2 – 0                 | Південна Корея    | ЧС 1990 - 1-й етап         | -    | 63'      |
| Усього     |              | Матчів            | 78                    |                   | Голів                      | 24   |          |

## Титули і досягнення
- Чемпіон Південної Кореї (3):

1984, 1987, 1991
- Клубний чемпіон Азії (1):

«Деу Ройялс»:  1985-1986
- Переможець Юнацького (U-19) кубка Азії: 1978
- Срібний призер Кубка Азії: 1980, 1988
- Переможець Азійських ігор: 1986